# Borel Taguia Kana
Borel Taguia Kana est un entrepreneur camerounais né en 1994. Il est connu pour avoir créé plusieurs entreprises dans le domaine des énergies renouvelables et des drones, ainsi que pour son engagement en faveur du développement économique de l'Afrique. Il dirige un consortium de 6 entreprises.

## Formation
Après avoir obtenu son baccalauréat C au Lycée Bilingue de Mbouda, Borel a poursuivi ses études à l'École Nationale Supérieure Polytechnique de Maroua, dans l'extrême-nord du Cameroun. Il s'est spécialisé en Énergie Solaire et a obtenu son diplôme d'ingénieur de conception en énergies renouvelables en 2017, en étant major de sa promotion. Il a ensuite obtenu un master recherche en science de l’ingénieur, option Génie Électrique à l’École Nationale Supérieure Polytechnique de Yaoundé.

## Carrière
Après avoir travaillé pendant un an et demi en entreprise, Borel a fondé Tagus Drone, une entreprise spécialisée dans la conception de drones multifonctionnels à base d'énergie solaire. Il est titulaire d'un brevet d'invention délivré par l'Organisation Africaine de la Propriété Intellectuelle.
Il a également lancé plusieurs autres entreprises, dont Tagus Investment, le premier réseau social africain d’investissement, Tagus Tchat, Tagus Engineering, Tagus Pay, et Tagus Drone Academy.

## Récompenses et reconnaissance
Borel Taguia a été nommé dans plusieurs listes d'entrepreneurs influents au Cameroun et en Afrique. 
En 2021, il a été sélectionné dans la liste des 50 innovations de l’entrepreneuriat jeune, puis dans la liste des 35 jeunes dirigeants camerounais de moins de 35 ans les plus influents et dynamiques en 2022.
Il a également été nommé au The Public Vision Awards dans la catégorie des meilleurs jeunes entrepreneurs au Cameroun en 2022.
En 2024 il est nommé meilleur entrepreneur jeune au Cameroon youth awards. 